# Ronde van Frankrijk 2006/Eerste etappe
De eerste etappe van de Ronde van Frankrijk 2006 werd verreden op 2 juli en ging van Straatsburg naar Straatsburg over 183,5 km. Het parcours was nagenoeg vlak.

## Verloop
Zeven vluchters werden in volle finale gegrepen en er volgde een massasprint. Geen van de sprintersploegen kon echter de sprint domineren. Topfavorieten Tom Boonen en Robbie McEwen lieten zich verrassen door de Fransman Jimmy Casper. Zowel Thor Hushovd als Tom Boonen werden in de sprint gehinderd door voorwerpen waar de toeschouwers mee zwaaiden. Hushovd liep een snijwond op die gehecht moest worden in het ziekenhuis. De Tourdirectie besliste daarop om deze gadgets voortaan in de laatste twee kilometer te verbieden.
Proloog ·
1e etappe ·
2e etappe ·
3e etappe ·
4e etappe ·
5e etappe ·
6e etappe ·
7e etappe ·
8e etappe ·
9e etappe ·
10e etappe ·
11e etappe ·
12e etappe ·
13e etappe ·
14e etappe ·
15e etappe ·
16e etappe ·
17e etappe ·
18e etappe ·
19e etappe ·
20e etappe
Startlijst · Eindstanden · Afbeeldingen